# Куценко, Андрей Сергеевич
Андре́й Серге́евич Куце́нко (укр. Андрій Сергійович Куценко; 30 мая 1979, Купянск, Харьковская область, Украинская ССР, СССР — 2 октября 2007, Высокое, Ахтырский район, Сумская область, Украина) — украинский футболист, полузащитник.

## Биография
Воспитанник купянского футбола. В 1995 году выступал в любительском чемпионате за «Металлург» из Купянска. В 1996 году попал в харьковский «Металлист». После выступал за купянский «Оскол». С 2000 года по 2003 год выступал за харьковский «Арсенал». Зимой 2003 года перешёл в ахтырский «Нефтяник-Укрнефть». В команде дебютировал 19 марта 2003 года в матче против киевского ЦСКА-2 (0:0). Начало сезона 2006/07 провёл в высшелиговом ФК «Харьков». После снова играл за «Нефтяник». Всего за «нефтяников» провёл 122 матча и забил 16 голов.
2 октября 2007 года погиб в автомобильной катастрофе вместе с женой около часа ночи на автотрассе Харьков — Сумы около села Высокое.

## Достижения
- Победитель Первой лиги Украины: 2006/07
- Бронзовый призёр Первой лиги Украины: 2003/04
- Серебряный призёр Второй лиги Украины: 2001/02
- Мастер спорта Украины с 2007 года